# Kap Parr
Das Kap Parr ist ein großes, schneebedecktes Kap an der Shackleton-Küste in der antarktischen Ross Dependency. Es liegt ungefähr 13 km südlich des Gentile Point am Westrand des Ross-Schelfeises. 
Teilnehmern der Discovery-Expedition (1901–1904) unter der Leitung des britischen Polarforschers Robert Falcon Scott entdeckten es. Scott benannte es nach Admiral Alfred Arthur Chase Parr (1849–1914), einem von Scotts Beratern für die Expedition und Teilnehmer an Forschungsreisen in die Arktis.